# Bezděkovský lom
Bezděkovský lom este o arie protejată (arie specială de conservare — SAC, sit de importanță comunitară — SCI) din Republica Cehă întinsă pe o suprafață de 1,14 ha, integral pe uscat.

## Localizare
Centrul sitului Bezděkovský lom este situat la coordonatele 49°34′20″N 13°53′22″E / 49.572222°N 13.889444°E.

## Înființare
Situl Bezděkovský lom a fost declarat sit de importanță comunitară în aprilie 2005 pentru a proteja 1 specie de animale. Situl a fost protejat și ca arie specială de conservare în martie 2014.

## Biodiversitate
Situată în ecoregiunea continentală, aria protejată nu include niciun habitat protejat.
La baza desemnării sitului se află o specie protejată de  amfibieni: triton cu creastă (Triturus cristatus).